# أنابينة غير متساوية
أنابينة غير متساوية (الاسم العلمي: Anabaena inaequalis) هي نوع من البكتيريا تتبع جنس الأنابينة من الفصيلة النوستكية.